# Абд аль-Кадір
Абд аль-Ка́дір (Абд аль-Кадер, Насір ад-Дін ібн Мухіддін аль-Хасані; 6 вересня 1808 — 26 травня †1883) — керівник повстання алжирців проти французьких колонізаторів у 1832-47 роках, національний герой Алжиру. Поет, оратор, знавець арабо-мусульманської культури, збирач рідкісних книг та рукописів.

## Біографія
Народився в містечку Гетна, поблизу Маскари. Аль-Кадір походив з сім'ї Мухіддіна, шейха племені хашим, керівник (мукаддама) алжирської гілки релігійного братства кадірія (Дервішські ордени); фактично успадкував його владу. Отримав релігійно-філософську освіту в Алжирі, здійснив разом з батьком в 1825-28 роках поїздку по країнам арабського Сходу. Сприяв створенню народних шкіл.
З 1831 року брав участь у збройній боротьбі з французькими колонізаторами. У листопаді 1832 року був вибраний племенами західного Алжиру еміром та створив державу (Держава Абд аль-Кадіра), яка протистояла французьким колонізаторам до 1847 року (формально визнав себе васалом та намісником марокканського султана Абд ар-Рахмана, що надавав йому підтримку). Прийняв титул емір аль-мумінін (повелитель правовірних).
Зазнав поразки в 1843 році від Франції, відступив зі своїми військами в Марокко, з 1845 року знову вів військові дії на території Алжиру. У 1847-52 роках в полоні у Франції. В 1853-55 роках жив в Бурсі (Османська імперія), потім до кінці життя — в Дамаску, займаючись літературою та богослов'ям. У часи християнського погрому в Дамаску в 1860 році виступив за зупинення ворожнечі між друзами та маронітами та врятував від смерті тисячі християн Дамаска.